# Молодая девушка с цветочной корзиной
«Молодая девушка с цветочной корзиной» (фр. Jeune fille nue avec panier de fleurs) — картина испанского и французского художника Пабло Пикассо. Относится к розовому периоду. Выполнена маслом на холсте в 1905 году. Находится в частной коллекции. Размер картины — 154,8 × 66,1 cм.

## История и описание
Картина создана в студии на улице Равиньян, 13 на Монмартре, в здании, которое поэт Макс Жакоб назвал Бато-Лавуар. Осенью 1905 года Пикассо вернулся из Северной Голландии, где он провёл 6 недель, рисуя сельскую местность и её жителей. Здесь художник заново открыл для себя, что ему нравится любоваться обнажёнными женскими телами и рисовать их. Он отказался от вытянутых лиц, полных страданий и отчаяния, присущих голубому периоду, и стал воспевать счастливые лица и обнажённую плоть. К концу 1905 года его картины были залиты тёплым светом и написаны плавными линиями. 
Девушка-подросток изображена обнажённой с ниткой жемчуга на шее и с розовой лентой в тёмных волосах. В её руках корзина с красными цветами. Фигура девушки написана в профиль на голубом фоне. Её почти детский взгляд обращён к зрителю. Картина сочетает в себе противоречивые элементы невинности и опыта. Более ранний рисунок пером и чернилами обнаруживает, что Пикассо первоначально намеревался изобразить её в белом платье и с красными цветами, как на первом причастии.

## История владения
Пикассо продал картину в галерею, которой управлял арт-дилер Кловис Саго, всего за 75 франков. Она была выставлена на продажу под названием «La fleur du pavé» (Цветок мостовой). На обороте есть надпись «Picasso 1905 13 Rue Ravignan». Полотно приобрели американская писательница Гертруда Стайн и её брат Лео за 150 франков. В 1913 году Гертруда Стайн выкупила долю брата. В 1968 году картина была продана Нью-Йоркскому музею современного искусства, но вскоре в этом же году была перепродана Дэвиду Рокфеллеру и Пегги Рокфеллер. После смерти Дэвида Рокфеллера картина ушла с молотка на аукционе Кристис 8 мая 2018 года вместе с другими работами из его коллекции, и цена продажи составила 115 миллионов долларов.